# Prealpes de Saboya
Los Prealpes de Saboya (en francés, Préalpes de Savoie) son una sección del gran sector Alpes del noroeste, según la clasificación SOIUSA. Su pico más alto es Haute Cime des Dents du Midi, con 3.257 m s. n. m.

## Localización
En Francia los Prealpes de Saboya afectan a los departamentos de Saboya, de Alta Saboya y del Isère. En Suiza interesan al Cantón del Valais.
Se encuentran al oeste de la cadena principal alpina. Limitan al este con los Alpes Grayos de los cuales están separados por el Colle des Montets y de la Sella di Megève. Limitan al sur con los Alpes del Delfinado y los Prealpes del Delfinado de los que están separador por el río Isère. Limitan al noreste con los Alpes Berneses y los Prealpes Suizos de los que están separados por el río Ródano. Al noreste y al este van disminuyendo hacia el valle del Ródano y hacia el Lago Leman.

## Subdivisión
La clasificación de la SOIUSA la subdivide en seis subsecciones y trece supergrupos:
- Aiguilles Rouges
  - Macizo de Aiguilles Rouges
- Prealpes del Giffre
  - Buet-Ruan-Dents du Midi
  - Fis-Platé-Colonney
  - Dents Blanches-Avoudrues-Nant Golon
- Prealpes del Sciablese
  - Haufforts-Grange
  - Bise-Oche
  - Roc d'Enfer-Brasses
- Prealpes de Bornes
  - Cadena de Aravis
  - Cadena Bargy-Lachat-Tournette
- Prealpes de Bauges
  - Arcalod-Trélod-Semnoz
  - Grand Colombier-Margerie-Revard
- Prealpes de la Chartreuse
  - Granier-Dent de Crolles-Grand Som
  - Chamechaude-Charmant Som.

## Cimas

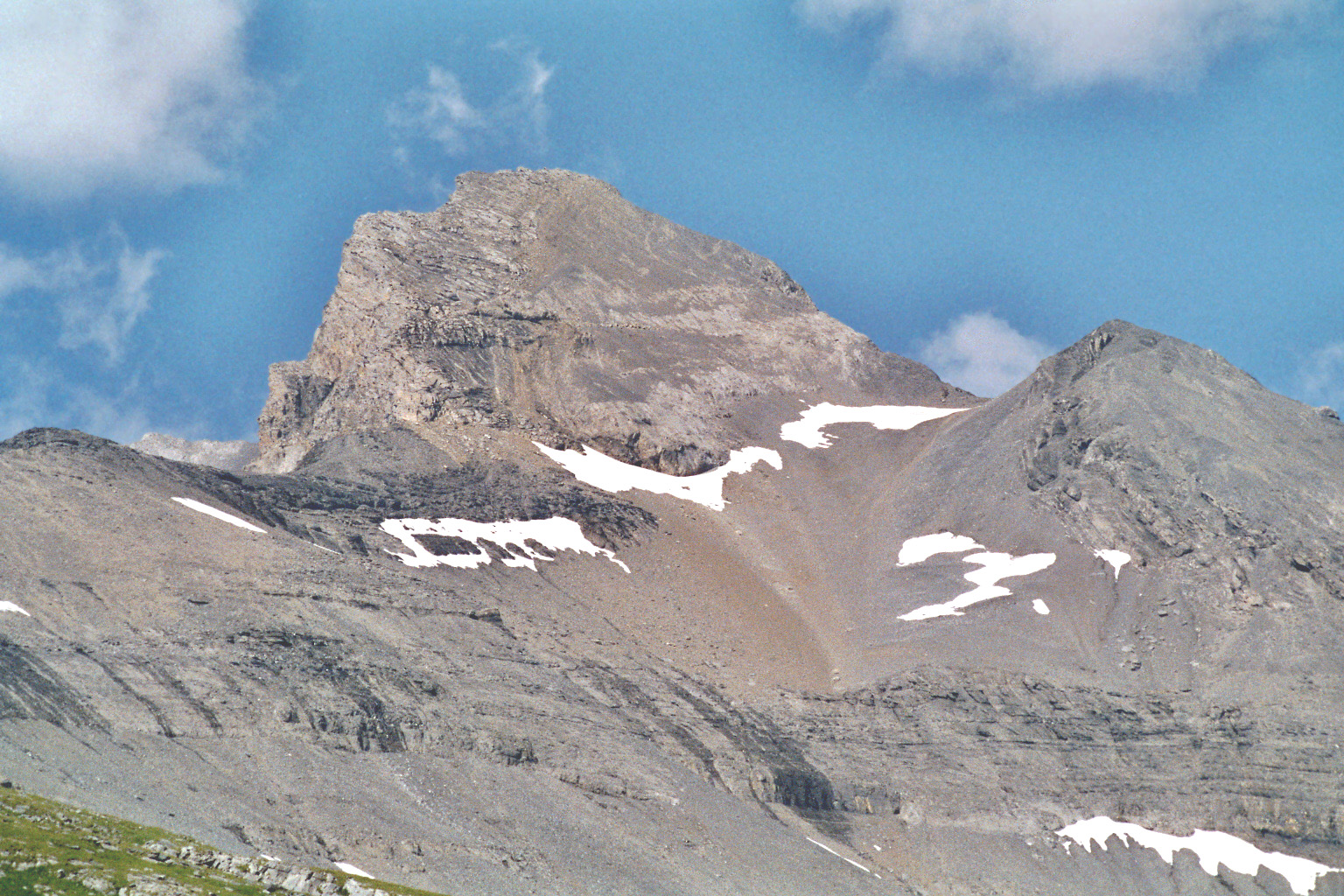
Haute Cime des Dents du Midi, la cima más alta.

- Haute Cime des Dents du Midi - 3.257 m
- Tour Sallière - 3.220 m
- Monte Buet - 3.096 m
- Monte Ruan - 3.057 m
- Aiguille du Belvédère - 2.965 m
- Pointe Percée - 2.750 m
- Le Brévent - 2.525 m
- Hauts-Forts - 2.466 m
- Mont de Grange - 2.432 m
- Tournette - 2.351 m
- Arcalod - 2.217 m
- Trélod - 2.181 m
- Chamechaude - 2.082 m
- Dent de Crolles - 2.062 m.